# Franz Ertinger
Franz Ertinger, né en 1640 ou en 1648 à Colmar ou à Weil am Rhein (Souabe) et mort vers 1710 à Paris, est un dessinateur et graveur français.

## Biographie
Franz Ertinger naît en 1640 ou en 1648 à Colmar ou à Weil am Rhein (Souabe). En 1667, Franz Ertinger est à Paris comme graveur du roi. Il se rend également à Rome et séjourne pendant une longue période à Anvers.
Il meurt vers 1710 à Paris.

## Œuvres
On connait de lui douze illustrations pour l'Histoire des comtes de Toulouse, d'après Raymond Lafage. Ce dernier a dessiné le modèle mais c'est Franz Ertinger qui s'est occupé de la gravure. Il s'agissait d'une commande par les capitouls de Toulouse, en vue de réaménager l'hôtel de la ville. Il a aussi collaboré avec Raymond Lafage pour les Noces de Cana. 
- La fille de bon sens, estampe[4]

Les Tectosages de Toulouse